# Hogna nairobia
Hogna nairobia är en spindelart som först beskrevs av Roewer 1960.  Hogna nairobia ingår i släktet Hogna och familjen vargspindlar.
Artens utbredningsområde är Kenya. Inga underarter finns listade i Catalogue of Life.